# Revolta din Treblinka
Revolta din Treblinka, urmată de evadarea în masă a majorității deținuților din lagărul de exterminare Treblinka este un eveniment istoric petrecut la 2 august 1943, în timpul celui de-Al Doilea Război Mondial, un episod al rezistenței evreiești din timpul Holocaustului. Este prima revoltă dintr-un lagăr de exterminare al Germaniei Naziste.

## Lagărul
Lagărul de exterminare Treblinka, numit Treblinka II, a fost construit nu departe de lagărul de muncă pentru deținuți polonezi numit Treblika I. Treblinka II a fost înființat conform planului denumit Operațiunea Reinhard, de exterminare a evreilor din Polonia, împreună cu lagărele de exterminare Belzec și Sobibor.
Lagărul a fost construit începând cu sfârșitul lui mai sau începutul lui iunie 1942, în estul Poloniei, nu departe de râul Bug, frontiera cu Uniunea Sovietică înainte de atacarea acesteia, pe un teren împădurit și relativ izolat de localități, la patru kilometri de satul Treblinka și stația de cale ferată a acestuia. O primă fază a construcției s-a terminat pe la mjlocul lui iulie 1942 și exterminarea în masă a început la 23 iulie, dar lucrările au continuat timp de mai multe luni.

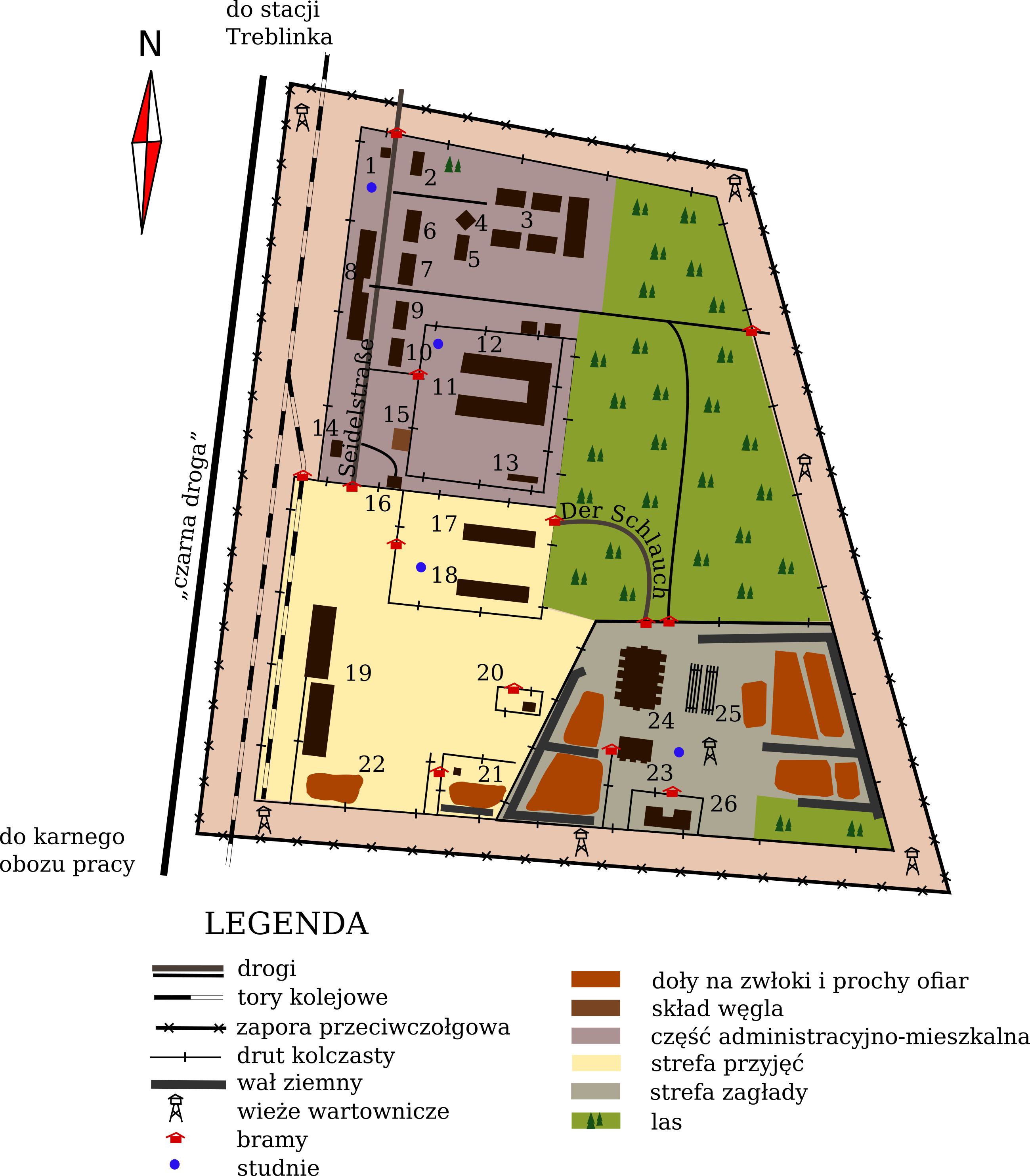
Planul lagărului.

Lagărul era compus din trei sectoare. O parte din sectorul I era rezervat personalului lagărului, iar altă parte, izolată de aceasta prin gard de sârmă ghimpată, cuprindea spațiul cu barăcile deținuților lăsați provizoriu în viață pentru a munci, și atelierele unora din aceștia.
Sectorul II era cel în care erau recepționați deportații nou sosiți. Acolo era linia moartă pe care erau împinse vagoanele care îi transportau, cu rampa mărginită de barăci deghizate în stație de cale ferată, în realitate depozitele în care se sortau și se țineau lucrurile luate de la deportați. În centrul sectorului era un teren în care deportații trebuiau să-și lase bagajele. Mai exista o baracă în care trebuiau să se dezbrace femeile și copiii lor, cu o încăpere în care erau tunse femeile, și o baracă în care se dezbrăcau bărbații. La o oarecare distanță de aceste barăci, lângă gardul lagărului era o baracă deghizată în spital, numită Lazarett, înconjurată de gard de sârmă ghimpată în care erau fixate crengi pentru mascarea incintei.
De la barăcile de dezbrăcare pornea o alee mărginită de garduri mascate cu crengi, care ducea în sectorul III, cel în care avea loc exterminarea. Aici erau camere de gazare⁠(d) și gropi comune pentru cadavre. În februarie 1943, Heinrich Himmler a ordonat să fie șterse urmele genocidului, inclusiv prin dezgroparea cadavrelor și arderea lor. Pentru aceasta s-au instalat două grătare din șine de cale ferată. Tot acolo se găsea un spațiu pentru deținuții folosiți la lucru în acest sector, înconjurat cu gard de sârmă ghimpată.

### Personalul
Funcționarea lagărului era supravegheată de circa 20-30 de ofițeri și subofițeri SS. SS-iștii nu aveau sarcini de gardă. Aceasta era asigurată de 80-120 de foști prizonieri de război sovietici trecuți în slujba germanilor, în majoritate de naționalitate ucraineană și germană, dar și de alte naționalități. În afară de gardă colaborau la procesul de exterminare și, la fel ca SS-iștii, comiteau și ei atrocități.
SS-iștii erau serviți în sectorul I de câteva femei poloneze și ucrainence.

### Exterminarea
Lagărul Treblinka II a fost construit pentru exterminarea evreilor din Polonia, dar au fost uciși aici și grupuri mai mici de evrei din alte țări (Austria, Germania, Grecia, Macedonia din Iugoslavia ocupată de Bulgaria, Cehia și Lituania), precum și circa 2.000 de romi.
Nu se știe exact câți oameni au fost victimele din Treblinka ale genocidului. Numărul lor minim este estimat la 700.000, dar în urma primului proces Treblinka⁠(d) din 1964-1965 s-a ajuns la o estimare de 900.000 de victime.

### Deținuții lucrători
Deținuții lagărului erau deportați apți de muncă fizică bărbați și femei fără copii, selectați la sosirea transporturilor și lăsați în viață provizoriu pentru muncile de întreținere a lagărului și cele legate de procesul de exterminare, astfel încât să fie permanent circa 1000.
În sectoarele I și II erau folosiți circa 700 de deținuți. Cei mai mulți lucrau în sectorul II, în trei echipe. Una lucra pe rampa de la linia ferată cu capătul în lagăr, la scoaterea cadavrelor celor morți în timpul transportului și la curățatul vagoanelor. Membrii altei echipe îi duceau pe cei incapabili să se deplaseze la Lazarett, unde aceștia erau imediat uciși, și duceau în barăcile de sortare bagajele și hainele deportaților. Cea mai numeroasă era echipa celor care sortau îmbrăcămintea și toate obiectele luate de la deportați după calitate și categorii, și le împachetau pentru trimitere în Germania. Altă echipă era folosită la dezinfectarea și împachetarea părului femeilor tunse de către echipa frizerilor. O echipă numită Goldjuden (evreii cu aurul) era formată mai ales din bijutieri, ceasornicari și funcționari de bancă. Aceștia preluau, sortau, evaluau, înregistrau și ambalau banii și obiectele din metale și pietre prețioase luate la deportați și găsite de sortatori ascunse prin coasere în haine. Alți circa 20 de meșteșugari și muncitori calificați lucrau în atelierele de croitorie, cizmărie, tâmplărie, fierărie, lăcătușerie și tinichigerie. În afară de aceștia mai erau și echipe de drumari și constructori. La dispoziția SS-iștilor erau medici, un stomatolog și bărbieri. Aceștia, împreună cu Goldjuden și lucrătorii din ateliere constituiau elita lucrătorilor.
În pădurea de lângă lagăr lucra, păzită de gardieni, echipa tăietorilor de copaci și de pregătire a lemnelor de foc. Altă echipă, escortată de gardieni, mergea în pădure, tăia crengi de pin, le ducea în lagăr și le fixa în gardurile de sârmă ghimpată, înlocuind mereu crengile uscate. Toamna și iarna funcționa o echipă care se ocupa de înmagazinarea și ferirea cartofilor de îngheț.
În lagăr au fost și deținute lucrătoare începând cu septembrie 1942, în număr variabil în timp, de la circa 25-30, mai târziu până la 50, folosite ca spălătorese, bucătărese și cusătorese.
Mai erau și patru adolescenți folosiți la curățarea cizmelor și perierea uniformelor SS-iștilor.
În sectorul III, cel de exterminare, erau folosiți circa 300 de deținuți. Grupuri specializate pe fazele muncii scoteau cadavrele din camerele de gazare, curățau camerele, scoteau dinții din metale prețioase și protezele dentare ale cadavrelor, le transportau pe acestea la groapa comună. Din februarie 1943, cadavrele au fost dezgropate și o grupă a deținuților de aici a trebuit să le ardă, iar în perioada următoare să ardă cadavrele imediat după gazare.
O categorie aparte a deținuților era a celor desemnați pentru diferite funcții. Fiecare echipă de lucru avea un kapo⁠(d) care o supraveghea în timpul lucrului. Echipele mai mari erau împărțite în grupe, fiecare cu un șef. Fiecare baracă de locuit avea de asemenea un șef deținut care răspundea de tot ce se întâmpla în baracă. În vârful ierarhiei deținuților era șeful de lagăr deținut, unul peste sectoarele I și II, unul peste sectorul III. Kapo, șefii de baracă și șefii de lagăr nu munceau fizic, aveau parte de condiții de viață mai bune decât ceilalți deținuți și aveau dreptul să-i pedepsească. Deținuții cu funcții aveau comportamente diferite față de ceilalți. Unii erau de o cruzime egală cu cea a SS-iștilor, alții erau omenoși.

### Condițiile de detenție
În prima fază a existenței lagărului, un număr de deținuți lucrători erau periodic uciși și înlocuiți cu nou veniți. Rata de mortalitate a celor din sectorul de exterminare era cea mai mare. Rezistau fizic și mai ales psihic numai câteva zile și erau împușcați zilnic cu zecile, fiind înlocuiți cu alții, din celelalte sectoare sau nou aduși. Din septembrie 1942, echipele de muncă au devenit relativ permanente și condițiile lor de viață s-au îmbunătățit în oarecare măsură.
Hrana primită de deținuți era cu totul insuficientă. Era mai consistentă când veneau transporturi de deportați, și SS-iștii tolerau ca deținuții să ia alimente aduse de aceștia. Când nu veneau transporturi de deportați, mai ales spre sfârșitul perioadei de existență a lagărului, când nu mai veneau deloc, deținuții sufereau de foame.
Deținuții erau forțați să lucreze într-un ritm uneori imposibil de susținut. Kapo aveau o cravașă sau o bâtă, și cei inumani îi băteau pe cei pe care considerau că lucrează prea încet. Și în afară de aceasta, deținuții erau pedepsiți cu cruzime și pentru cele mai mici abateri, în general cu 25 la 50 de lovituri cu o curea de piele. Cei care deveneau prea slabi sau prea bolnavi, precum și cei deveniți incapabili de muncă în urma pedepselor, erau împușcați. Mortalitatea a devenit deosebit de mare în timpul epidemiei de tifos exantematic din decembrie 1942-martie 1943. Au murit circa 400 de deținuți, cei mai mulți împușcați când nu se mai puteau prezenta la apeluri.
Pentru a rămâne în viață în lagăr, era nevoie nu numai de rezistență fizică, ci și psihică. În sectorul III, mulți nu rezistau și se sinucideau.
Când, mai ales de la începutul anului 1943, transporturile de noi deportați au devenit mai rare și populația deținuților mai stabilă, tensiunea a scăzut în oarecare măsură și deținuților li s-au permis unele lucruri care le aminteau de viața în libertate, de exemplu unele practici religioase. Deja mai dinainte au fost lăsați în viață deportați muzicieni și s-a format o orchestră și un cor în sectorul I, și un trio de muzicanți în sectorul III. Aceștia trebuiau în primul rând să distreze personalul, dar să cânte și în timpul aplicării pedepselor, iar conducătorul orchestrei a trebuit să compună un așa-zis imn al lagărului, pe care toți deținuții erau obligați să-l cunoască și să-l cânte când se deplasau în coloană.
În puținele ore din afara programului de lucru, în general de la ora 18 până când erau închiși în barăci la ora 21, dacă nu trebuiau să servească distracțiilor personalului, deținuților le era permis să aibă o oarecare viață socială. Se puteau reuni, bărbații puteau face vizite în baraca femeilor, deținuții din sectorul III cântau și pentru ei, acompaniați de trioul de acolo.

### Acte de rezistență și evadări înainte de revoltă
Primul act de rezistență a avut loc la 11 septembrie 1942, când un deținut lucrător a ucis un SS-ist cu cuțitul, la apelul de seară. A fost omorât imediat, apoi au fost împușcați pe loc drept represalii zece deținuți, apoi încă 150 a doua zi.
Au existat mai multe evadări din lagăr, mai ales în prima perioadă a sa. Numărul evadărilor a scăzut după ce echipele de lucru au fost relativ permanentizate, dar și măsurile SS-iștilor de prevenire a evadărilor au devenit mai drastice. Istoricul britanic Chris Webb prezintă nominal 21 de evadați înainte de revoltă, care au supraviețuit războiului.
Au fost și încercări de evadare și evadări nereușite, care s-au soldat cu moartea deținuților respectivi. O dată au fost în cauză șapte deținuți, altă dată 25 și încă o dată patru deținuți.

## Pregătirea revoltei
De la începutul anului 1943 au venit din ce în ce mai puține transporturi cu deportați la Treblinka, iar în februarie a început arderea cadavrelor din gropile comune. Apoi la deținuți au ajuns informații despre înfrângerea germanilor la Stalingrad. Aceste fapte i-au făcut să tragă concluzia că se apropie înfrângerea finală a Germaniei, că naziștii vor să șteargă urmele genocidului și că de aceea, până la urmă vor fi uciși toți deținuții. Având deja puțin de lucru, în afara celor din sectorul III și a altor câtorva echipe, deținuții aveau mai mult timp ca să se întrunească și au început să discute despre cum ar putea să scape. Își dădeau seama că încercările de evadare individuale sau în grupuri mici erau deja aproape imposibile, din cauza măsurilor stricte luate de SS-iști pentru prevenirea lor. Aveau în vedere și represaliile împotriva celor care rămân în lagăr după evadări. Au ajuns la concluzia că soluția putea fi numai o revoltă și o evadare în masă. Știau că mulți vor muri, dar măcar un oarecare număr din ei ar avea șansa de a scăpa cu viață.

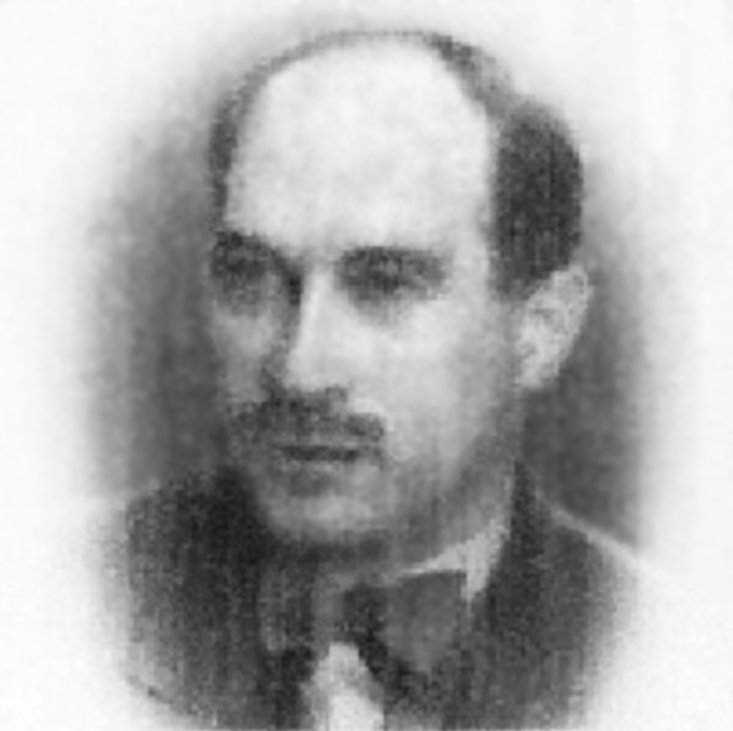
, primul șef al comitetului de organizare a revoltei.

Spre sfârșitul lui februarie sau începutul lui martie, s-a format un comitet de organizare din câțiva deținuți cu funcții și dintre deținuți lucrători din elita acestora: Julian Chorążycki⁠(d), medic mobilizat în timpul Primului Război Mondial și al războiului polono-sovietic, în lagăr medic în infirmeria SS-iștilor; Želomir Bloch⁠(d), fost ofițer de carieră (locotenent) în armata cehoslovacă, în lagăr șef al unei grupe din echipa de sortare; Cwi Kurland⁠(d), kapo; Izrael Sudowicz⁠(d), agronom, în lagăr grădinar; Władysław Salzberg, blănar, șeful atelierului de croitorie. Puțin mai târziu li s-a alăturat și Adolf Friedman⁠(d), șef al altei grupe din echipa de sortare. Au mai fost și alți câțiva membri, prieteni ai celorlalți, dar despre identitatea lor există mărturii contradictorii. Figura centrală a comitetului era Chorążycki, iar cel însărcinat cu chestiunile militare era Bloch.
În a doua jumătate a lui martie, comitetul a fost afectat de mutarea lui Bloch și a lui Friedman în sectorul III, din care, în principiu, niciun deținut nu putea ieși. Însă aceștia au format un comitet acolo și au reușit să participe la organizare datorită deținutului Jankiel Wiernik⁠(d), în libertate antreprenor în construcții, folosit ca dulgher în tot lagărul și putând circula, în mod excepțional, între cele două părți ale acestuia. O dificultate în organizarea revoltei era că implicarea unui număr suficient de conspiratori prezenta riscul de a fi divulgată conspirația.

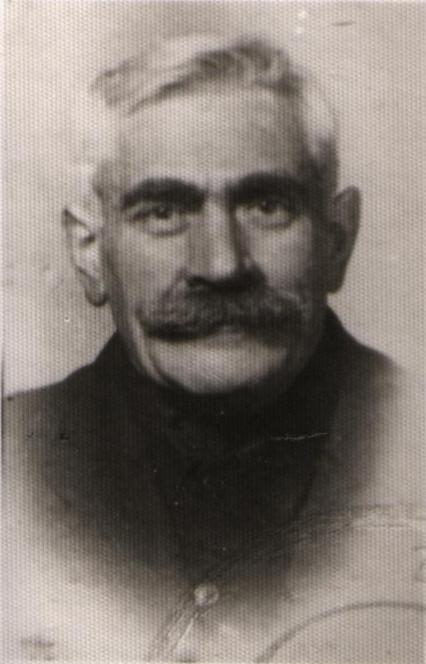
, unul din participanții supraviețuitori ai revoltei, primul care a relatat în scris despre ea.

Prima sarcină pe care și-a asumat-o comitetul a fost procurarea de arme. O idee a fost aceea de a le cumpăra în exteriorul lagărului. Conspiratorii aveau bani și obiecte prețioase sustrase cu riscul vieții de unii deținuți sortatori sau de Goldjuden. Se gândeau că puteau fi cumpărate prin membri ai echipei de camuflaj, cea care ieșea din lagăr ca să aducă crengi pentru camuflarea gardurilor și avea contacte sporadice cu localnici. Această idee s-a dovedit a fi irealizabilă. Erau gardieni pe care îi corupeau ca să le aducă alimente de afară, și i-au plătit ca să aducă și arme, dar aceștia și-au însușit valorile fără să o facă. Din fericire, totuși nu i-au denunțat pe conspiratori. Încercările de a procura arme în acest fel l-au costat viața pe Chorążycki. Un SS-ist l-a surprins în infirmerie încercând să ascundă niște bani, dar medicul avea otravă la el și a înghițit-o.
Totuși, conform relatărilor unor supraviețuitor, au fost procurate câteva pistoale de cei din echipa de camuflaj, și ascunse.
Altă idee a fost de a pătrunde în magazia de armament și a scoate arme de acolo pentru a le ascunde în vederea revoltei. S-a ivit această posibilitate atunci când s-a stricat broasca ușii acesteia. Un deținut lăcătuș pus să o repare a profitat de ocazie ca să copieze cheia magaziei.
Inițial, revolta a fost hotărâtă pentru o dată de pe la începutul lui aprilie. Pentru aceasta, cei patru adolescenți, care aveau acces la sectorul în care se afla magazia de armament, au primit sarcina de a scoate grenade de acolo, ceea ce era foarte greu, pentru că trebuia găsit un moment când nu se afla nimeni din personal în preajmă. Băieții au putut scoate două lăzi de grenade și să le ducă în atelierul de cizmărie, dar când conspiratorii le-au deschis, au văzut că nu au focoase⁠(d), acestea fiind stocate separat. Au trebuit să găsească repede un moment în care să le ducă înapoi în magazie, și revolta nu a putut fi declanșată. Singurele arme pe care le puteau avea deocamdată erau uneltele pe care le aveau pentru lucru (topoare, lopeți, răngi), cuțite pe care le confecționau și drugi de fier, pe care le ascundeau pentru revoltă.
După acest eșec, deținutul șef de lagăr Benajmin Rakowski, care se alăturase comitetului după moartea lui Chorążycki, a pregătit o evadare care ar fi implicat 15 deținuți, cu complicitatea a doi gardieni pe care i-a mituit, dar SS-iștii au făcut o percheziție în încăperea lui din baraca deținuților. Au găsit bani și obiecte prețioase, și l-au împușcat.
În timpul revoltei din ghetoul Varșoviei, prin aprilie-mai au început să fie aduși insurgenți capturați acolo. Unul din aceștia avea la el o grenadă. Când deportații au fost puși să se dezbrace, a aruncat-o. A fost ucis un gardian, rănit un SS-ist, trei deținuți lucrători și câțiva dintre noii deportați. Totuși, din transporturile din ghetou au fost lăsați în viață un număr de deportați pentru a completa efectivul de deținuți lucrători decimat de epidemia de tifos. Relatările celor din ghetou i-au încurajat pe unii să treacă la revoltă în lagăr, dar pe alții i-au descurajat urmările revoltei din ghetou, anume zecile de mii de evrei uciși și faptul că printre cei ajunși în afara ghetoului au fost fugari denunțați de unii polonezi.
După cele de la ghetoul din Varșovia nu au mai venit transporturi de deportați. Deținuții aveau știri despre noile înfrângeri ale germanilor în Uniunea Sovietică, Africa de Nord și Italia, prin ziare scoase pe ascuns de băieții care aveau acces la baraca SS-iștilor. Aceste fapte i-au convins tot mai mult că vor fi uciși cu toții, și au reluat pregătirile pentru revoltă. Conducerea comitetului de organizare a fost luată de Marceli Galewski⁠(d), inginer, devenit șef de lagăr după uciderea lui Rakowski, și au fost cooptați noi membri, fiind în final zece. Singura posibilitate de a procura arme a rămas aceea de a le lua din magazie chiar înaintea revoltei, care putea fi declanșată numai în plină zi. Comitetul a implicat în revoltă circa 60 de deținuți din sectorul I, aleși dintre cei pe care i-a găsit capabili și demni de încredere, și i-a împărțit în grupe de câte cinci-zece oameni, așa încât să fie conspiratori în fiecare echipă de lucru.
Deținuții din sectorul III, cel de exterminare, erau și ei organizați pentru revoltă, în grupe de câte cinci în fiecare grupă de lucru. Nu se știe câți au luat parte la conspirație. În a doua jumătate a lui iulie, activitatea era redusă practic la arderea cadavrelor din gropile comune și era pe terminate. De aceea, ei erau și mai convinși decât cei din restul lagărului că sfârșitul lor este aproape. Cereau prin mesagerul lor, Wiernik, să se declanșeze revolta cât mai repede, dar Galewski încă nu găsea o dată potrivită pentru aceasta. Cei din sectorul III au ajuns chiar să amenințe că o vor declanșa fără ceilalți, dar Galewski i-a convins să fie răbdători.
În final, declanșarea revoltei a fost hotărâtă pentru 2 august, și despre aceasta au fost anunțați și cei din sectorul III. Planul era să scoată armele din magazie începând cu ora 14, să le distribuie la locurile de muncă, să atace membrii personalului din aceste locuri spre sfârșitul programului de lucru, și atrăgându-i pe alții în ateliere cu diverse pretexte, ca să le ia armele. Voiau să facă aceste acțiuni în liniște. Momentul declanșării revoltei deschise a fost fixat pentru ora 16:30, urmând a fi semnalată cu explodarea unei grenade. Sperau să oprească trenul care trecea zilnic la 16:45 pe lângă lagăr, întorcându-se de la lucru cu deținuții din lagărul Treblinka I, și să-i implice și pe ei în revoltă. Voiau să-i atace pe ceilalți SS-iști, să preia controlul asupra lagărului, să taie legăturile telefonice, să incendieze tot lagărul și apoi să fugă în pădure, de unde să plece mai departe în timpul nopții, știind că după revoltă vor veni în ajutorul personalului forțe germane din exterior. Sperau și ca gardienii să înceteze rezistența și să dezerteze, pentru că începuseră să-i critice pe SS-iști în conversații cu deținuții, dându-și seama că Germania va fi învinsă. Din motive conspirative, majoritatea deținuților nu erau la curent cu pregătirile, deși mulți își dădeau seama că se pregătește ceva, și urmau să afle despre revoltă doar în ultimul moment dinaintea declanșării revoltei deschise.

## Revolta
Mărturiile despre revoltă nu concordă în toate amănuntele, dar desfășurarea ei se poate reconstitui în linii mari conform informațiilor despre care există consens.

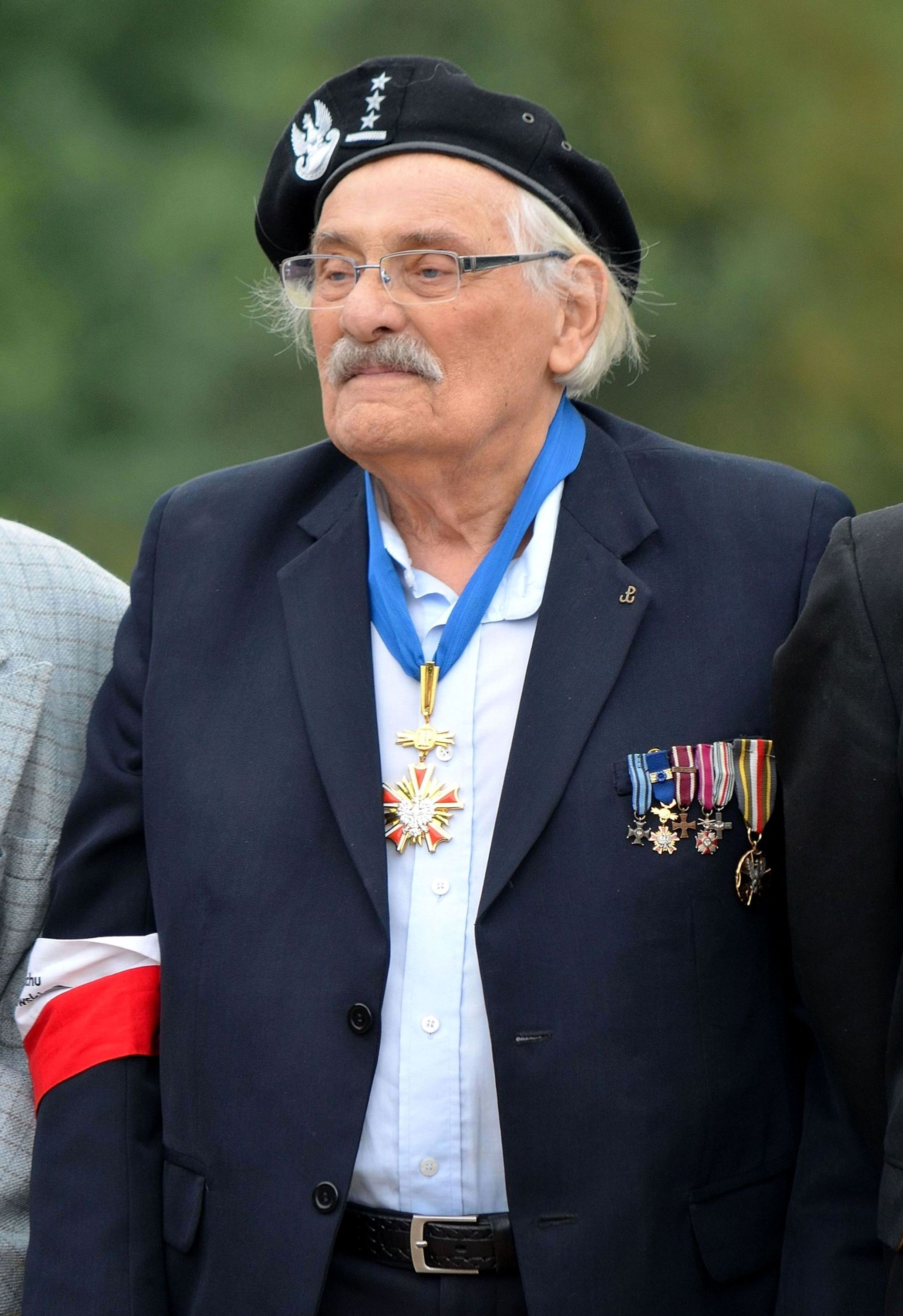
Samuel Willenberg (1923-2016), ultimul participant supraviețuitor al revoltei din Treblinka.

Ziua de 2 august era foarte călduroasă. A început ca o zi de lucru oarecare, s-a ținut apelul de la ora 13 în pauza de prânz și apoi s-a reluat lucrul. Un fapt neprevăzut, dar favorabil deținuților a fost că după masă, un grup de SS-iști și de gardieni, împreună cu adjunctul comandantului, au plecat la râul Bug să se scalde.
Scoaterea armelor a început ceva mai târziu decât era stabilit, din cauza prezenței neprevăzute a unui SS-ist în apropierea magaziei, pe care au reușit să-l atragă în altă parte. Apoi, planul nu a mai putut fi urmat, din cauza altui eveniment neprevăzut. A apărut un SS-ist la ateliere, a intrat într-unul și a discutat cu un kapo despre care deținuții știau că este informator al SS-iștilor. Când a ieșit, a dat peste un tânăr deținut care nu trebuia să fie acolo în timpul programului de lucru, i-a controlat buzunarele și a găsit bani în ele, apoi a început să-l bată. Conspiratorii s-au gândit că SS-istul a putut afla de la kapo sau putea afla de la tânăr de revoltă și un conspirator a tras un foc de pistol asupra SS-istului.
Conspiratorii răspândiți prin lagăr au crezut că acesta este semnalul revoltei și evenimentele au devenit haotice în sectorul I. Fuseseră scoase prea puține arme, muniție și grenade din magazie, conducătorii revoltei nu mai puteau coordona acțiunile și deținuții din diferitele părți ale lagărului nu puteau avea legătură între ei. Liniile telefonice nu au putut fi tăiate. Deținuții au dat foc depozitului de carburant, atelierelor și mai multor barăci. Nu a mai existat ocazia de a anunța majoritatea deținuților imediat înaintea declanșării revoltei, și aceștia alergau în panică prin lagăr. În sectorul III, evenimentele au decurs mai organizat sub comanda lui Bloch. Deținuții au ucis și rănit câțiva gardieni, le-au luat armele, au dat foc clădirilor de lemn, dar fără a reuși să incendieze și camerele de gazare, și au rupt gardul. Gardienii trăgeau cu arme automate din turnurile de pază, pe când răsculații le puteau răspunde numai cu focuri sporadice. Cei mai mulți deținuți s-au repezit să evadeze prin gardurile tăiate în mai multe locuri de cei care pregătiseră clești de tăiat sârmă, dar lagărul mai era înconjurat și de un baraj antitanc cu sârmă ghimpată, și mulți au fost uciși cu focuri din turnurile de pază, când au încercat să-l treacă. Lupta a durat în jur de o jumătate de oră. Franciszek Ząbecki⁠(d), fostul șef al stației de cale ferată din satul Treblinka în tot timpul existenței lagărului și membru al organizației poloneze de rezistență Armia Krajowa (Armata Teritorială), a fotografiat de la stație fumul care se ridica din lagărul incendiat. În relatările sale de după război a afirmat că incendiul a durat până la ora 18.

## Urmările revoltei
În momentul revoltei se găseau în lagăr circa 850 de deținuți. Nu au vrut sau nu au putut să evadeze în jur de 100. Au fost uciși în luptă sau încercând să treacă peste garduri vreo 350-400. Comandantul a chemat imediat forțe exterioare, care au venit repede. Din cei 350-400 care au reușit să evadeze, au fost uciși de aceste forțe circa 200 de oameni în după-amiaza de după evadare și în noaptea următoare. Dintre cei zece membri ai comitetelor de organizare a revoltei din cele două părți ale lagărului, opt au căzut în luptă și doi s-au sinucis imediat după evadare, printre aceștia Galewski. Personalul lagărului a avut foarte puține pierderi, un SS-ist rănit și cinci sau șase gardieni morți și răniți. Răsculații au omorât și doi kapo care denunțaseră deținuți SS-iștilor: un bărbat și o femeie.
Germanii au pornit o vânătoare intensă pentru a-i prinde pe cei în jur de 200 care au ajuns mai departe. Numai evadații care știau dinainte de revoltă puteau avea planuri pentru după evadare, și acelea foarte vagi, și în general nici ei nu aveau nimic pregătit. Doar câțiva aveau ceva aur, diamante sau bani luați cu riscul vieții din barăcile de sortare. S-au răspândit câte unul sau în număr mic împreună, și erau în voia soartei, putând conta numai pe norocul de a da de oameni care să-i ajute cu ascunzătoare și hrană. Unii supraviețuitori au relatat că au fost ajutați de localnici polonezi. De exemplu, Samuel Rajzman⁠(d) a fost ascuns de un țăran până la sfârșitul războiului. Alții au întâmpinat ostilitate din partea unor localnici. Aceștia fie erau indiferenți față de soarta evreilor, fie le era teamă de represaliile puse în vedere celor care ajutau evrei, fie erau antisemiți, inclusiv unele grupări ale rezistenței. Unii predau evadați germanilor contra unor recompense promise de aceștia, alții jefuiau evadați care aveau bani sau obiecte prețioase asupra lor. De pildă, fostul evadat Abraham Goldfarb a descris cum un țăran căruia el și un tovarăș al lui i-au cerut ceva de mâncare, a anunțat poliția, dar ei au reușit să fugă. Tot lui i s-a întâmplat să fie prins de alți țărani care l-au amenințat că-l omoară, până când și-au dat seama că nu are bani, dar mai târziu a primit de mâncare de la o țărancă.
În jur de 100 dintre cei 200 care au ajuns mai departe au fost și ei prinși și uciși, majoritatea de forțe germane, iar unii de bandiți, de partizani de extrema dreaptă sau de țărani, ori după ce au fost predați de aceștia germanilor. Totuși au fost și evadați care au scăpat și au supraviețuit războiului. Chris Webb dă numele a 74 de asemenea supraviețuitori, printre care trei femei. Cercetătorii polonezi Edward Kopówka⁠(d) și Paweł Rytel-Andrianik⁠(d) numesc alți trei în afară de aceștia, ajutați de localnici.

## Lagărul după revoltă
După revoltă s-a hotărât desființarea lagărului. Camerele de gazare nefiind distruse, deportările și exterminarea au continuat cu transporturi mici până la 19 august 1943.
Naziștii au vrut să șteargă orice urmă a lagărului. Cei circa 100 de deținuți rămași acolo au lucrat la distrugerea unei mari părți a lui. La 20 octombrie 1943, după revolta și evadarea din lagărul de exterminare Sobibor din 14 octombrie și uciderea tuturor deținuților rămași în acel lagăr, 30-50 dintre cei de la Treblinka au fost duși acolo ca să distrugă lagărul, după care au fost și ei uciși. Cei rămași la Treblinka au continuat distrugerea lagărului de aici, și la 17 noiembrie au fost uciși cu toții.
Clădirea cu camerele de gazare a fost demolată și pe o parte a terenului lagărului au fost plantați pini, iar pe restul a fost amenajată o fermă cu clădiri și un lot de pământ arat și semănat cu lupin.

## Posteritatea revoltei
Naziștii au căutat să minimizeze importanța revoltei și, pe cât posibil, să o țină în secret. Profitând de faptul că niciun SS-ist nu a fost ucis, superiorii direcți ai comandantului lagărului nu i-au cerut un raport scris despre revoltă, iar comandantul a afirmat că toți evadații au fost prinși în câteva ore.
Rezistența poloneză a aflat foarte curând despre revoltă și a publicat știri despre ea în mai multe publicații clandestine ale sale, prima oară la 10 august. Știrea revoltei a ajuns și la guvernul polonez în exil la Londra, care a publicat, spre sfârșitul lui 1943, reviste ale presei clandestine care conțineau știrea. În primele din aceste știri, datele numerice despre numărul de deținuți, despre evadați, despre pierderile lor și ale personalului au fost mult exagerate, provenind de la localnici. Treptat, pe măsură ce membri ai rezistenței au luat mărturii și de la evadați, știrile au devenit mai apropiate de realitate.
După revoltă, evadatul Jankiel Wiernik a fost ajutat de rezistența poloneză să se ascundă. Aceasta l-a îndemnat să relateze în scris ceea ce cunoștea despre Treblinka și cele trăite de el acolo, și în mai 1944 a publicat clandestin o broșură în 2.000 de exemplare cu mărturia lui. În aceasta scria pe larg și despre revoltă. În 1945, textul lui a apărut în traducere engleză, la New York.

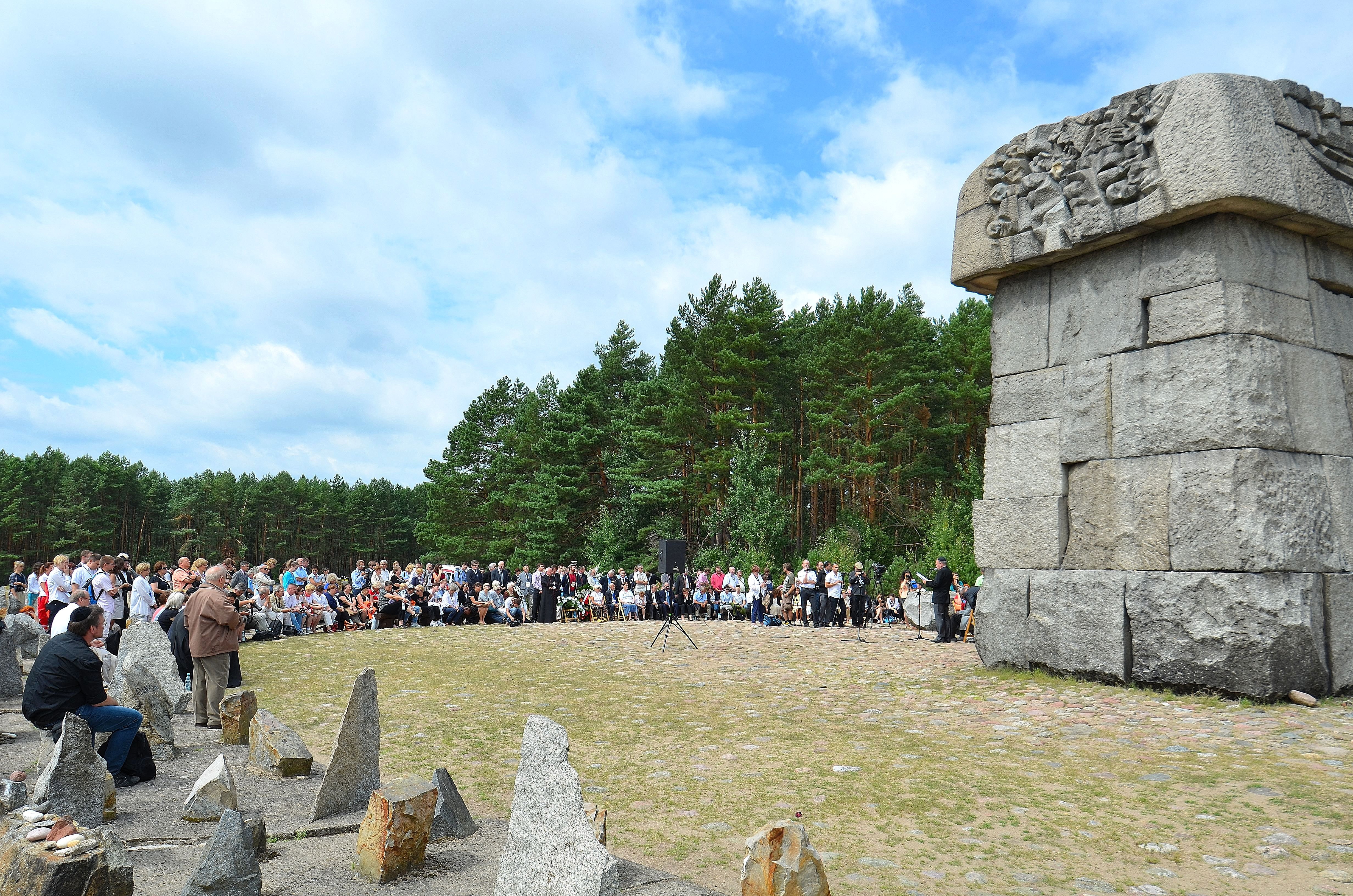
Celebrarea celei de-a 70-a aniversări a revoltei din Treblinka, la 2 august 2013.

După război, mai mulți evadați supraviețuitori, dar și polonezi care nu au fost deținuți, au depus începând cu 1945 mărturii în fața unor instanțe judiciare despre ceea ce știau despre Treblinka. Printre ei a fost Franciszek Ząbecki, care transmisese informații rezistenței poloneze în tot timpul existenței lagărului, despre acesta și despre revoltă. Fostul deținut Samuel Rajzman⁠(d) a depus mărturie la unul din procesele de la Nürnberg, în 1946.
În procesele Treblinka⁠(d) au depus mărturie mai mulți foști deținuți și alte persoane, printre care Ząbecki, în special la procesele de la Düsseldorf din 1964-1965 și 1970. La aceste procese și ulterior, și foști membri ai personalului au vorbit despre revoltă. Acest subiect a apărut și ulterior, în convorbiri cu cercetători ale unor foști deținuți, dar și ale unor foști SS-iști.
Trei supraviețuitori au publicat cărți despre ce au trăit în lagăr, în timpul revoltei și al evadării: Samuel Willenberg, Richard Glazar⁠(d) și Chil Rajchman⁠(d). Alții au scris articole. Dintre aceștia, și alții, au avut întrevederi cu cercetători care s-au ocupat de Holocaust, cu unii dintre ei și în anii 2000 și 2010. De pildă cercetătorul ceh Michal Chocholatý redă fragmente de întrevederi cu șase foști deținuți evadați.
Există și filme documentare care conțin mărturii despre Treblinka și revolta de acolo:
- 2002 – filmul polonez, Ostatni świadek (Ultimul martor), cu fostul deținut Samuel Willenberg, în care apare și camaradul lui, Kalman Taigman⁠(d)[119];
- 2002 – filmul uruguayan A pesar de Treblinka (În ciuda Treblinkăi), cu cei doi de mai sus și cu camaradul lor Chil Rajchman[120];
- 2012 – filmul BBC difuzat cu titlul Death Camp Treblinka: Survivor Stories (Lagărul morții Treblinka) în Regatul Unit, și Treblinka's Last Witness (Ultimul martor al Treblinkăi) în SUA, cu Willenberg pe locul fostului lagăr, la Varșovia și în Israel, și cu Kalman Taigman[121];
- 2016 – filmul francez Treblinka, je suis le dernier Juif (Treblinka, sunt ultimul evreu), cu Chil Rajchman[122].

În 1964, pe locul lagărului a fost inaugurat un monument, primul element al unui memorial. Acesta a fost îmbogățit treptat cu alte elemente, iar în 2010 s-a inaugurat o clădire cu o expoziție permanentă, fostul lagăr devenind Muzeul Treblinka.
În fostul lagăr au loc în mod regulat comemorări, în special la aniversarea revoltei.